# Paradohertya triphasia
Paradohertya triphasia är en fjärilsart som beskrevs av George Thomas Bethune-Baker 1904. Paradohertya triphasia ingår i släktet Paradohertya och familjen björnspinnare. Inga underarter finns listade i Catalogue of Life.